# Alexandre de Paul de Barchifontaine

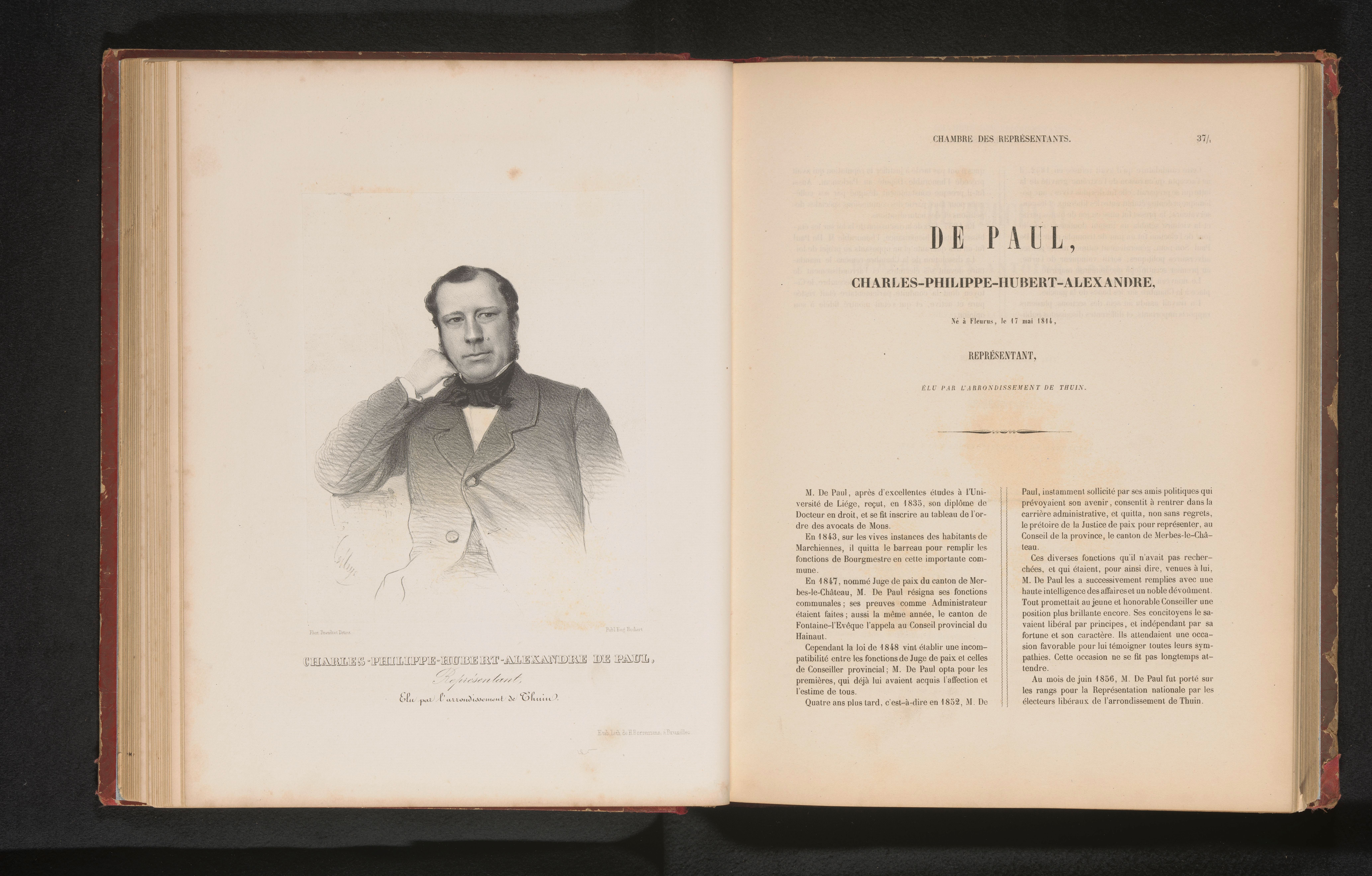
Alexandre de Paul de Barchifontaine

Charles Hubert Philippe Alexandre de Paul de Barchifontaine (Fleurus, 17 mei 1814 – Barbençon, 23 januari 1887) was een Belgisch volksvertegenwoordiger en burgemeester.

## Biografie

### Familie
Alexandre de Paul de Barchifontaine behoorde tot de familie de Paul, die in 1746 adelbrieven had ontvangen. Hij was een zoon van Xavier de Paul de Barchifontaine (1773-1825), staalfabrikant en burgemeester van Vogenée, en Eléonore Misson (1775-1835). Zijn vader had verzuimd, in tegenstelling tot een paar andere leden van de familie, na 1815 de adelserkenning aan te vragen. Zijn tante was getrouwd met baron Louis de Cartier d'Yves.
Hij trouwde in 1837 in Haine-Saint-Pierre met Amélie Brouwet (1814-1840). Ze kregen zes kinderen, onder wie drie zoons die een talrijk nageslacht hebben. Een schoonbroer van hem was Paul Brouwet, industrieel, burgemeester van Haine-Saint-Pierre, provincieraadslid van Henegouwen en volksvertegenwoordiger.
In 1867 verkreeg hij dan toch adelserkenning.

### Loopbaan
De Paul de Barchifontaine promoveerde tot doctor in de rechten aan de Universiteit Luik (1835). Hij was advocaat aan de balie van Bergen (1835-1847) en vrederechter voor het kanton Merbes-le-Château (1847-1852).
Hij was vele jaren provincieraadslid van Henegouwen: 1846-1848, 1852-1856, 1870-1884. Van 1873 tot 1884 was hij voorzitter van de provincieraad.
Van 1844 tot 1847 was hij burgemeester van Marchienne-au-Pont.
In 1856 werd hij verkozen tot liberaal volksvertegenwoordiger voor het arrondissement Thuin. Hij vervulde dit mandaat tot in 1864.
In de ondernemerswereld was hij:
- bestuurder van de Forges de l'Heure,
- commissaris van de Banque Centrale de la Sambre.